# Hyalinobatrachium esmeralda
Hyalinobatrachium esmeralda es una especie de anfibio anuro de la familia de las ranas de cristal (Centrolenidae). Se distribuye por los municipios de Pajarito y Garagoa (Colombia) entre los 1600 y los 1750 m. Se encuentra amenazada de extinción por la pérdida de su hábitat a causa de la agricultura y ganadería.